# ヘッセルチネラ
ヘッセルチネラ Hesseltinella はケカビ目のカビの1つ。胞子嚢柄に先端や側面に頂嚢を付け、そこから出た多数の枝の先に小さな頂嚢を形成し、表面に棘の並ぶ小胞子嚢をその上に1つだけつける。

## 特徴
Benny & Benjamin(1991)に示された属の記載は以下の通り。
胞子嚢柄は単一かあるいは分枝し、基質菌糸から直接に出るか、希に匍匐菌糸から出て、1つ、あるいは複数の頂嚢を生じる。これは胞子を付ける枝を生じる頂嚢で、胞子嚢柄の側面に出るか、先端の回りに出るか、あるいは横向きに柄の回りに生る。それらの頂嚢の表面一面に柄を出し、その柄には1つの隔壁があり、先端には1つだけ胞子を形成する頂嚢が出来る。その頂嚢には1つだけ小胞子嚢を付ける。小胞子嚢は柄があり、柱軸はない。柄は円柱形をしている。小胞子嚢は球形から亜球形で中に複数の胞子を含み、その壁は丈夫で崩れない。またその表面は基部が扁平な6角形を成す棘に被われる。胞子嚢胞子は表面が滑らかで三日月型から長円形状紡錘形。接合胞子は未知。
以下、より具体的にタイプ種である H. vesiculosa に基づいて示す。

### 栄養体
腐生菌であり、通常の培地でよく生育する。MSMA培地、26℃で培養した場合、9日でコロニーの直径が3.5cmに達し、湿っていてほぼ不実だが、後に高さ2～5mmの綿毛状になり、オリーブ色になる。基質菌糸は径40μmまで、無色あるいはほぼ無色で液胞が多く、不規則に分枝する。匍匐菌糸は希に形成され、無色で時に隔壁を生じ、その表面は滑らかか多少の凸凹がある。仮根は生じないか、出来ても発達が悪い。様々な培地において、18～26℃でよく生育した。

### 無性生殖
無性生殖は小胞子嚢に形成される胞子嚢胞子による。胞子嚢柄は基質菌糸から生じるが希には匍匐菌糸からも出て、直立し、あるいはやや斜めに伸びる。径は5.5～9.5μｍでその表面は滑らかか多少棘状突起を持ち、分枝がなくて不規則に隔壁を持つものから仮軸状、あるいは総状に枝分かれするものまであり、その先端は先の丸まった突起で終わる。胞子嚢柄の膨大部(頂嚢)は先端直下か、あるいは胞子嚢柄の側面、あるいは側面を取り巻くような形で発達する。先端直下の場合、その形は亜球形から不規則な形をなし、その径は11.5～18μｍほど、また側面に生じるものは卵形から楕円形で径5～14μｍ、何れの場合でもその膨大部はその面全体から多数の柄を出す。この柄は真っ直ぐか多少曲がっており、長さ10～32μｍ、径1.5～3.5μｍ、分枝することはなく、その表面には細かな棘状突起が密生する。この柄の先端には胞子をつける頂嚢が1つ生じる。この胞子をつける頂嚢は球形から広楕円形、あるいは洋梨型をしており、径5～8.8μｍ、無色で細かな棘状突起に被われる。この頂嚢の上には1つの有柄の小胞子嚢を着ける。この柄は円筒形で長さ1～1.5μｍ、径1μｍ。小胞子嚢は球形から亜球形で径10～23μｍ、多数の胞子を含み、柱軸はなく、無色で小胞子嚢壁の表面には一面に棘状突起を付ける。この棘状突起は長さ5.9μｍにも達し、その基部は径が約1μmで、やや扁平で多少とも六角形をなしている。胞子嚢胞子は両端が細まった楕円形で長さは(5.5～)6.6～7.5(～8.5)μm、幅は(1.5～)2(～2.5)μm、平均では6.7×2μm、その壁は薄くて滑らかとなっている。

### 有性生殖
有性生殖は配偶子嚢接合による接合胞子形成によると思われるが発見されていない。Benny & Benjamin(1991)はこの種が自家不和合性ではないかと推測している。

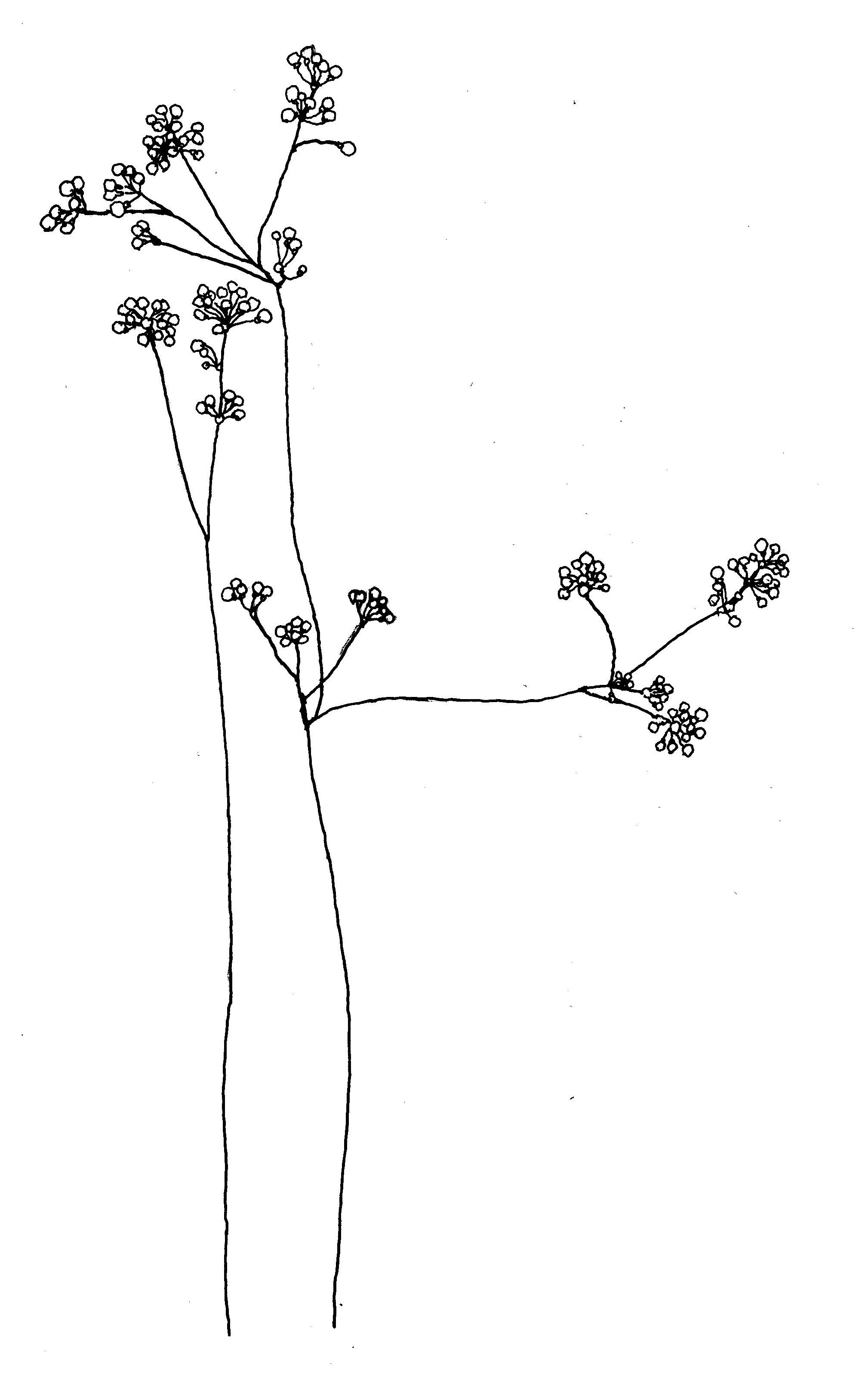
胞子形成部全体の姿
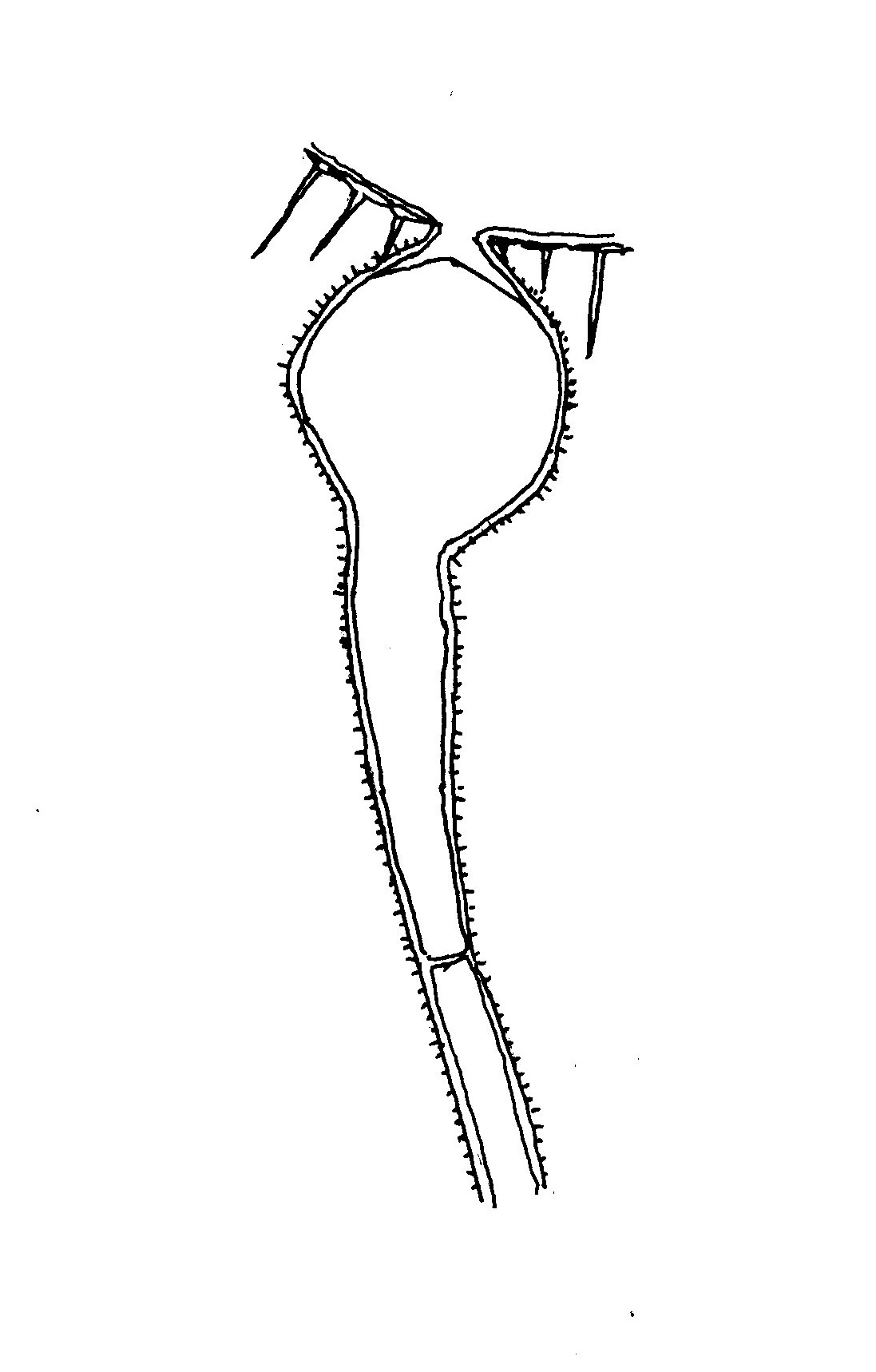
小胞子嚢柄の断面図 小胞子嚢は崩れてしまっている
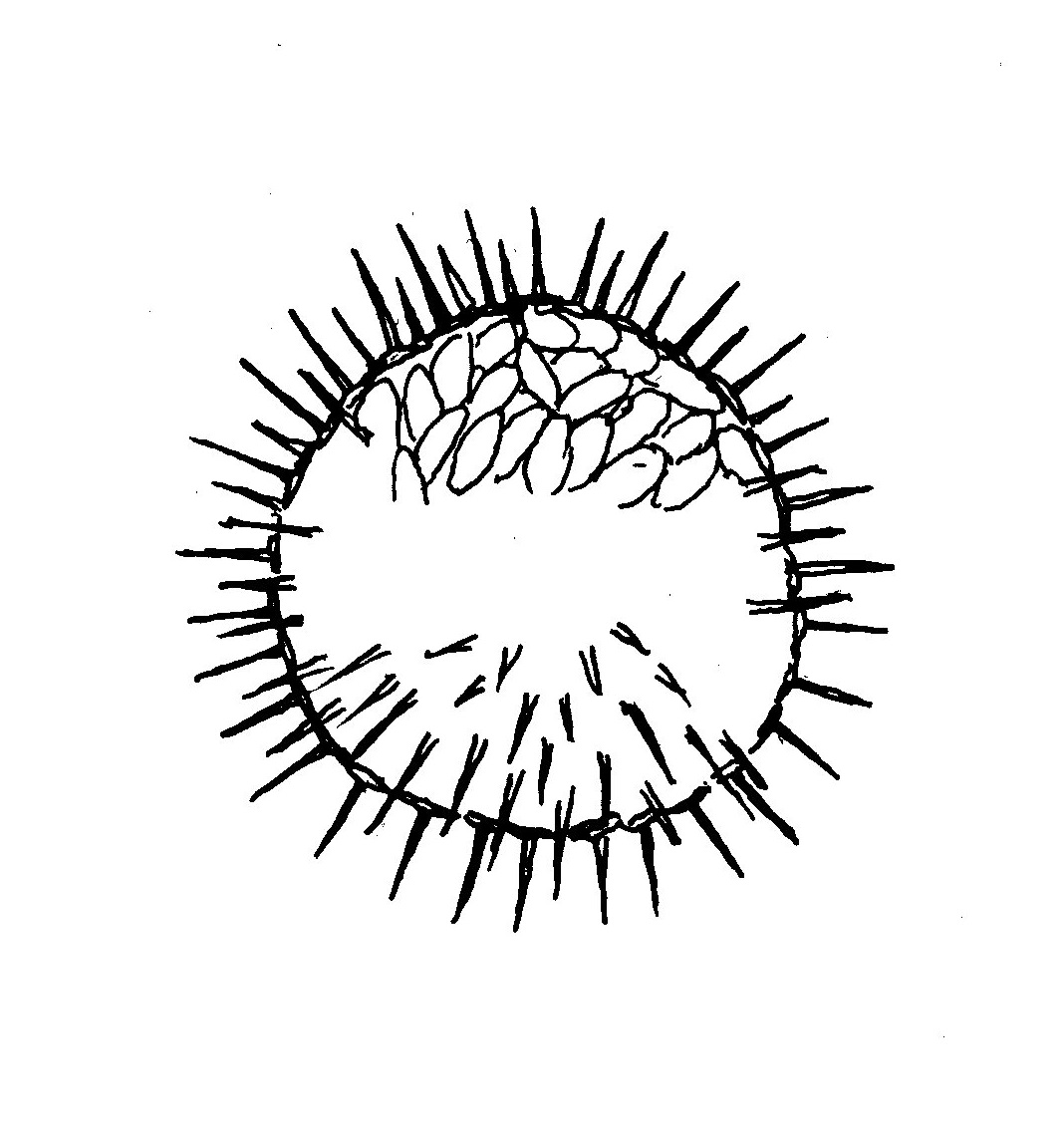
小胞子嚢
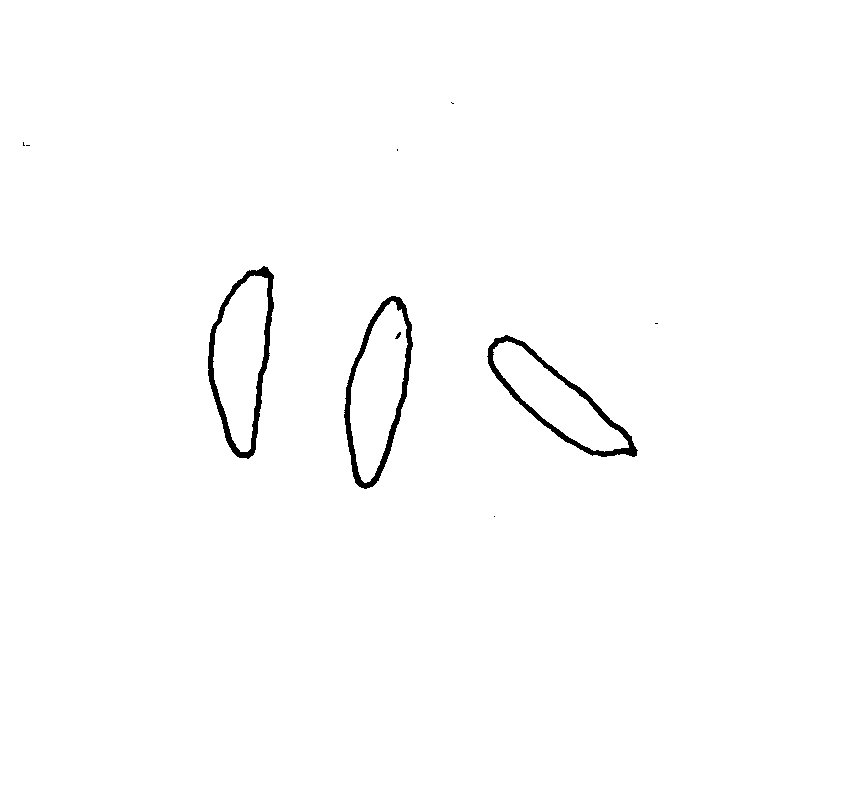
胞子嚢胞子

## 分布と生態
タイプ株は1967年10月にブラジルのマラニョン州で水田の土壌から分離された。本種はこれ以降発見されていない。

## 分類
本属の小胞子嚢は頂嚢上に生じ、その表面に一面に棘状の突起を備える点でクスダマカビ属 Cunninghamella を思わせるが、この属では小胞子嚢は頂嚢の表面に多数並んで形成され、また小胞子嚢には単一の胞子しか含まず、小胞子嚢壁も区別できない。その点で本属とは明らかに異なる特徴を見せる。
本種を記載した Upadhyyay は本属をエダケカビ科 Thamnidiaceae に含め、これをマキエダケカビ属 Helicostylum 、コケロミケス属 Cokeromyces に類縁があり、特にラジオミケス属 Radiomyces に近しいものとの推測を示した。しかしEllis & Hesseltine は1974年に新たな科としてラジオミケス科 Radiomycetaceae を立て、ラジオミケス属をそのタイプ属とした上で本属もここに含めた。彼らはその共通する特徴として以下のようなものを挙げている。
- 匍匐菌糸と仮根を持つこと。
- 単胞子または複数の胞子を含む小胞子嚢を形成すること。
- 小胞子嚢は胞子嚢柄上に形成される頂嚢から生じた柄の先の二次頂嚢の上に形成されること。
- 小胞子嚢に柱軸もアポフィシスも持たないこと。

それ以降の研究者もこれを支持し、Benny & Benjamin(1991)は主に形態的形質に基づく分岐分類学的な分析でこの科が単系統であることを主張した。
ただしこのような形質に基づく分類体系は分子系統の情報から完全に書き直されることになった。Hoffman et al.(2013)によると、本属はラジオミケス属とはかなり遠い位置にあるとの結果で、むしろクスダマカビに類縁が近く、纏めてクスダマカビ科とする、との説が提唱されている。それによるとこの科に所属することになるのは上記のように本属とクスダマカビの他にユミケカビ属 Absidia、Chlamydoabsidia、ゴングロネラ属 Gongronella、ハルテロミケス属 Halteromyces である。後者の4属については何れも多胞子の胞子嚢を形成し、その胞子嚢にアポフィシスがあるのを特徴としており、従来から近縁であろうとされていたもので、本属がアポフィシスも柱軸もない小胞子嚢を形成する点、クスダマカビが単胞子の小胞子嚢を形成する点とは大きく異なっている。そんな中、本属と最も近いのはゴングロネラとなっており、この2属がこの科の他の群全てに対して姉妹群を成す、との判断となっている。ただしこの著者らはこの科に関しては情報の少ない属が多く、今後の検討の余地がある、としている。